# Мостиська Другі
Мости́ська Дру́гі — село в Україні, у Шегинівській сільській громаді Яворівського району Львівської області.
Населення становить 965 осіб.

## Історія
Село засноване 1947 року. У 1978 році утворена Шегинівська сільська рада.
21 грудня 1992 року рішенням Львівської обласної ради перейменовано в село Мости́ська Дру́га.
18 грудня 2016 року Шегинівська сільська рада об'єднана з Шегинівською сільською громадою.
17 липня 2020 року, в результаті адміністративно-територіальної реформи та ліквідації Мостиського району, село увійшло до складу Яворівського району.

## Населення

### Мова
Розподіл населення за рідною мовою за даними перепису 2001 року:
| Мова       | Кількість | Відсоток |
| ---------- | --------- | -------- |
| українська | 925       | 95.86%   |
| польська   | 24        | 2.49%    |
| російська  | 12        | 1.24%    |
| білоруська | 3         | 0.31%    |
| румунська  | 1         | 0.10%    |
| Усього     | 965       | 100%     |

## Відома особа
- Муштук Богдан Миронович (1983—2014) — солдат Збройних сил України, учасник російсько-української війни.